# Grand Prix automobile de Grande-Bretagne 2008
GP précédent GP suivant
Le Grand Prix automobile de Grande-Bretagne 2008 (2008 Formula 1 Santander British Grand Prix), disputé sur le circuit de Silverstone le 6 juillet 2008, est la 794e épreuve du championnat du monde de Formule 1 courue depuis 1950 et la neuvième manche du championnat 2008.

## Essais libres

### Vendredi matin
| Pos | Pilote            | Voiture          | Chrono         | Écart   |
| --- | ----------------- | ---------------- | -------------- | ------- |
| 1   | Felipe Massa      | Ferrari          | 1 min 19 s 575 |         |
| 2   | Heikki Kovalainen | McLaren-Mercedes | 1 min 19 s 587 | 0 s 012 |
| 3   | Lewis Hamilton    | McLaren-Mercedes | 1 min 19 s 623 | 0 s 048 |
| 4   | Kimi Räikkönen    | Ferrari          | 1 min 19 s 948 | 0 s 373 |
| 5   | Robert Kubica     | BMW Sauber       | 1 min 20 s 367 | 0 s 792 |
| 6   | Fernando Alonso   | Renault          | 1 min 20 s 436 | 0 s 861 |

### Vendredi après-midi
| Pos | Pilote            | Voiture            | Chrono         | Écart   |
| --- | ----------------- | ------------------ | -------------- | ------- |
| 1   | Heikki Kovalainen | McLaren-Mercedes   | 1 min 19 s 989 |         |
| 2   | Mark Webber       | Red Bull-Renault   | 1 min 20 s 520 | 0 s 531 |
| 3   | Lewis Hamilton    | McLaren-Mercedes   | 1 min 20 s 543 | 0 s 554 |
| 4   | David Coulthard   | Red Bull-Renault   | 1 min 20 s 589 | 0 s 600 |
| 5   | Nico Rosberg      | Williams-Toyota    | 1 min 20 s 748 | 0 s 759 |
| 6   | Sebastian Vettel  | Toro Rosso-Ferrari | 1 min 20 s 805 | 0 s 816 |

### Samedi matin

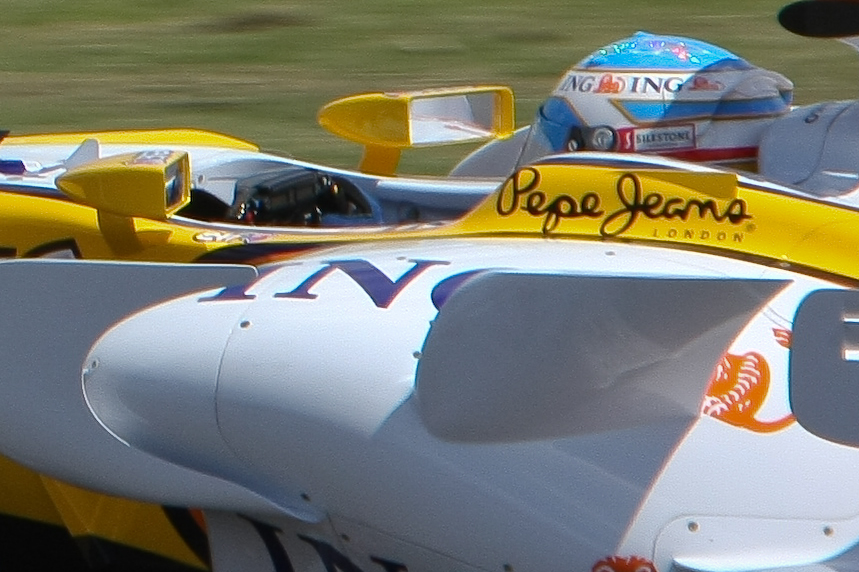
Fernando Alonso, meilleur temps des essais libres du samedi matin

| Pos | Pilote            | Voiture            | Chrono         | Écart    |
| --- | ----------------- | ------------------ | -------------- | -------- |
| 1   | Fernando Alonso   | Renault            | 1 min 20 s 740 |          |
| 2   | Mark Webber       | Red Bull-Renault   | 1 min 20 s 988 | 0 s 248  |
| 3   | Heikki Kovalainen | McLaren-Mercedes   | 1 min 21 s 266 | 0 s 526  |
| 4   | Sebastian Vettel  | Toro Rosso-Ferrari | 1 min 21 s 277 | 0 s 537  |
| 5   | Lewis Hamilton    | McLaren-Mercedes   | 1 min 21 s 668 | 0 s 9228 |
| 6   | Nelsinho Piquet   | Renault            | 1 min 21 s 786 | 1 s 046  |

## Grille de départ
| Pos | Pilote               | Écurie              | Qualifications 1 | Qualifications 2 | Qualifications 3 |
| --- | -------------------- | ------------------- | ---------------- | ---------------- | ---------------- |
| 1   | Heikki Kovalainen    | McLaren-Mercedes    | 1 min 19 s 957   | 1 min 19 s 597   | 1 min 21 s 049   |
| 2   | Mark Webber          | Red Bull-Renault    | 1 min 20 s 982   | 1 min 19 s 710   | 1 min 21 s 554   |
| 3   | Kimi Räikkönen       | Ferrari             | 1 min 20 s 370   | 1 min 19 s 971   | 1 min 21 s 706   |
| 4   | Lewis Hamilton       | McLaren-Mercedes    | 1 min 20 s 288   | 1 min 19 s 537   | 1 min 21 s 835   |
| 5   | Nick Heidfeld        | BMW Sauber          | 1 min 21 s 022   | 1 min 19 s 802   | 1 min 21 s 873   |
| 6   | Fernando Alonso      | Renault             | 1 min 20 s 998   | 1 min 19 s 992   | 1 min 22 s 029   |
| 7   | Nelsinho Piquet      | Renault             | 1 min 20 s 818   | 1 min 20 s 115   | 1 min 22 s 491   |
| 8   | Sebastian Vettel     | Toro Rosso-Ferrari  | 1 min 20 s 318   | 1 min 20 s 109   | 1 min 23 s 251   |
| 9   | Felipe Massa         | Ferrari             | 1 min 20 s 676   | 1 min 20 s 086   | 1 min 23 s 305   |
| 10  | Robert Kubica        | BMW Sauber          | 1 min 20 s 444   | 1 min 19 s 788   | pas de temps     |
| 11  | David Coulthard      | Red Bull-Renault    | 1 min 21 s 224   | 1 min 20 s 174   |                  |
| 12  | Timo Glock           | Toyota              | 1 min 20 s 893   | 1 min 20 s 274   |                  |
| 13  | Sébastien Bourdais   | Toro Rosso-Ferrari  | 1 min 20 s 584   | 1 min 20 s 531   |                  |
| 14  | Jarno Trulli         | Toyota              | 1 min 21 s 145   | 1 min 20 s 601   |                  |
| 15  | Kazuki Nakajima      | Williams-Toyota     | 1 min 21 s 407   | 1 min 21 s 112   |                  |
| 16  | Rubens Barrichello   | Honda               | 1 min 21 s 512   |                  |                  |
| 17  | Jenson Button        | Honda               | 1 min 21 s 631   |                  |                  |
| 18  | Adrian Sutil         | Force India-Ferrari | 1 min 21 s 786   |                  |                  |
| 19  | Giancarlo Fisichella | Force India-Ferrari | 1 min 21 s 885   |                  |                  |
| 20  | Nico Rosberg         | Williams-Toyota     | 1 min 21 s 668   |                  |                  |

Notes : 

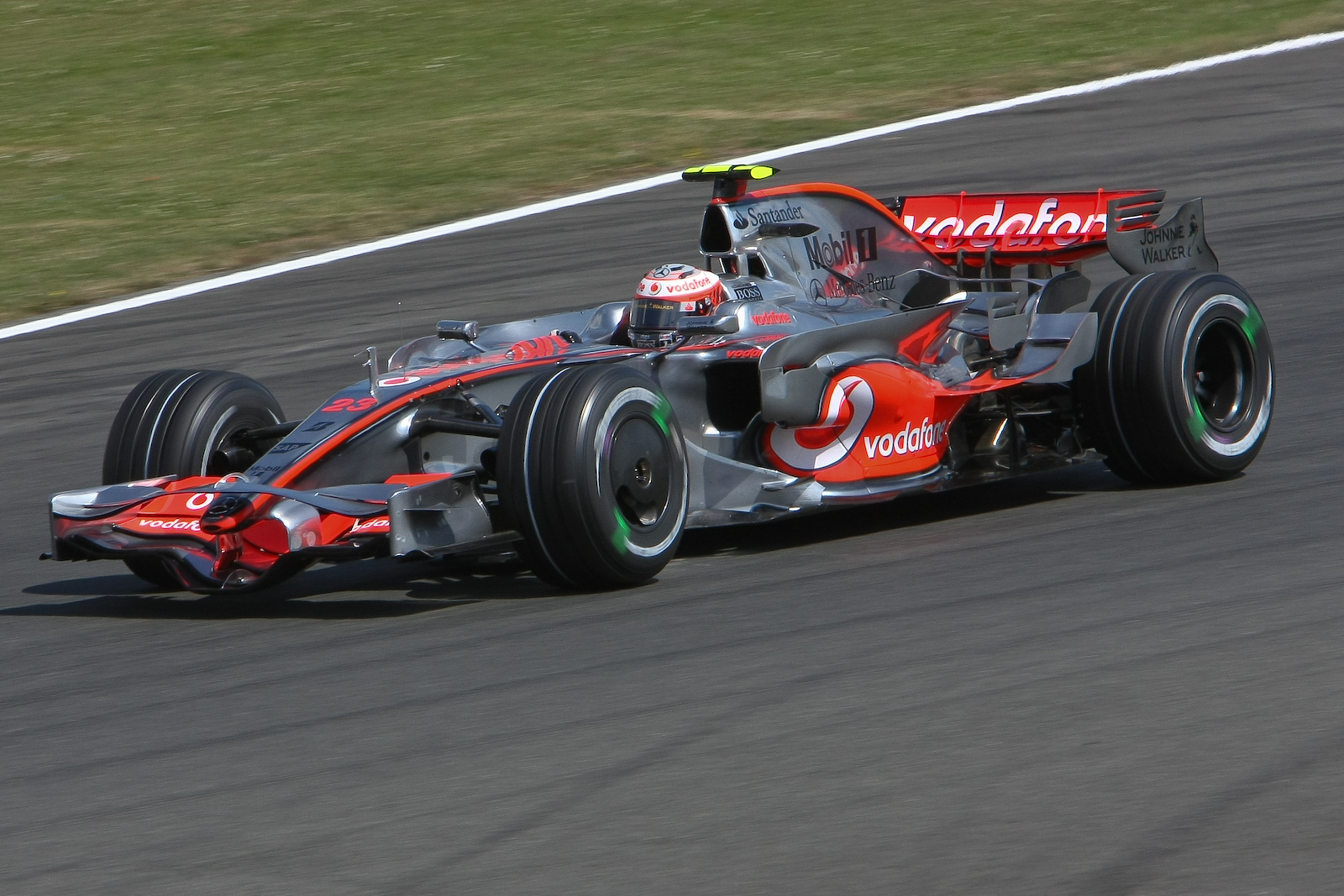
Première pole position pour Heikki Kovalainen

- Robert Kubica, à la suite d'un problème mécanique n'a pas réalisé de temps lors de la séance Q3.
- Qualifié en 18e position, Nico Rosberg a choisi de modifier les réglages de sa monoplace entre la séance de qualification et le départ de la course. Il s'est donc élancé en dernière position et depuis la voie des stands.

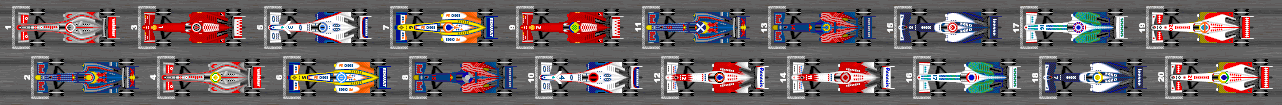
La grille de départ du Grand Prix

## Course

### Déroulement de l'épreuve
Lewis Hamilton, quatrième sur la grille de départ prend d'emblée le dessus sur Kimi Räikkönen et Mark Webber tandis que son coéquipier Heikki Kovalainen, qui venait de réaliser sa première pole position, conserve la tête de la course. 
Hamilton le déborde au 5e tour tandis qu'Alonso et Räikkönen harcèlent le Finlandais. Massa, alors leader au championnat, est relégué en fond de peloton à la suite de deux têtes-à-queues dus à la piste détrempée. Hamilton rentre au stand pour changer ses pneumatiques tandis que Räikkönen, revenu sur ses talons, fait le pari de conserver ses gommes, persuadé que la pluie va cesser. 
Ce choix s'avère être le mauvais puisque la pluie redouble et Räikkönen chute en 11e position. Nick Heidfeld atteint la seconde position et devance Kovalainen et Kubica qui part ensuite à la faute. Barrichello, chaussé en pneus "pluie extrême" remonte de la 16e à la 3e place et signe son premier podium depuis qu'il a quitté Ferrari. Hamilton remporte son troisième succès de l'année, devant Heidfeld et Barrichello. Räikkönen termine quatrième et devance Kovalainen, Alonso, Jarno Trulli et Kazuki Nakajima.

### Classement de la course

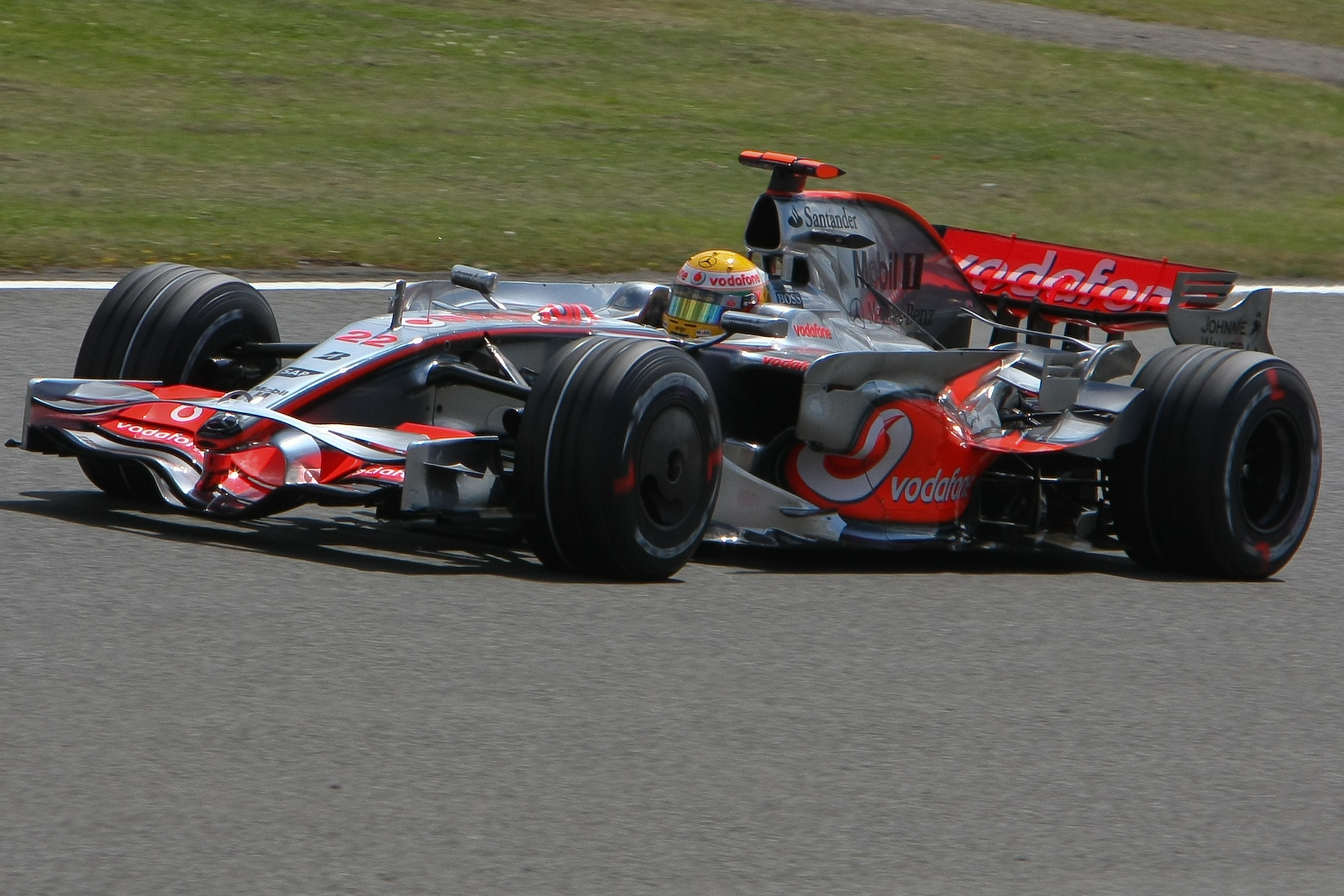
Lewis Hamilton remporte la course avec plus d'une minute d'avance sur Nick Heidfeld

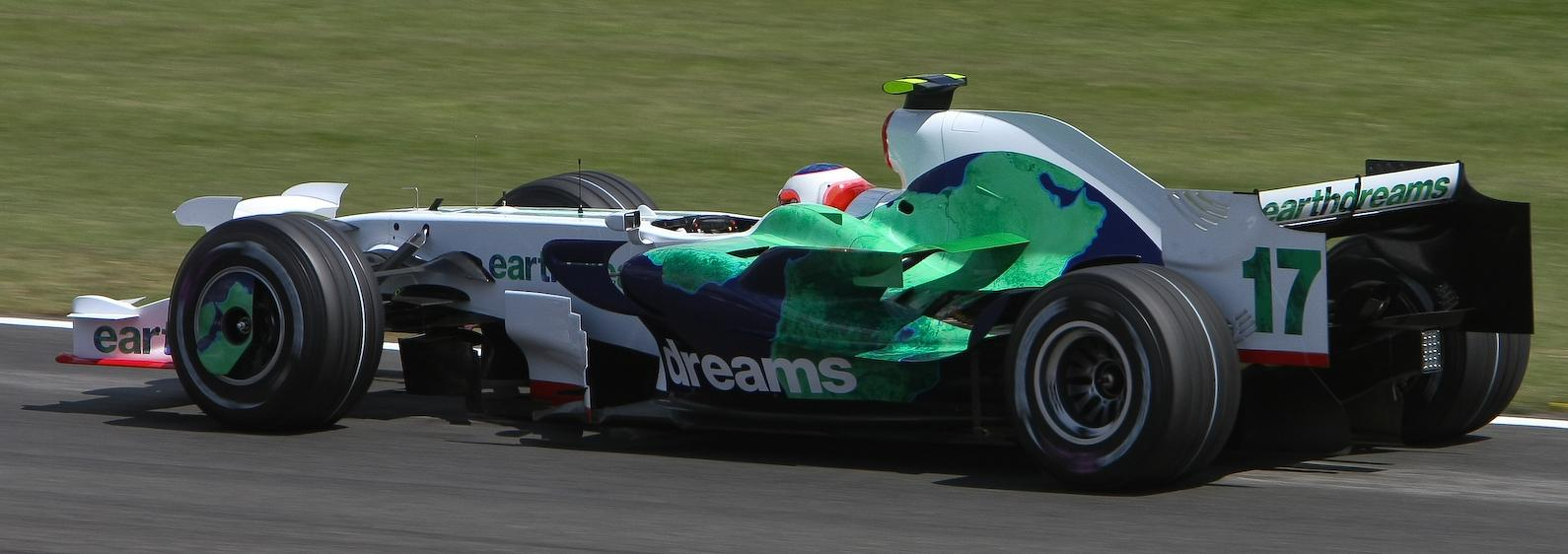
Rubens Barrichello signe le premier podium pour Honda depuis le GP du Brésil 2006.

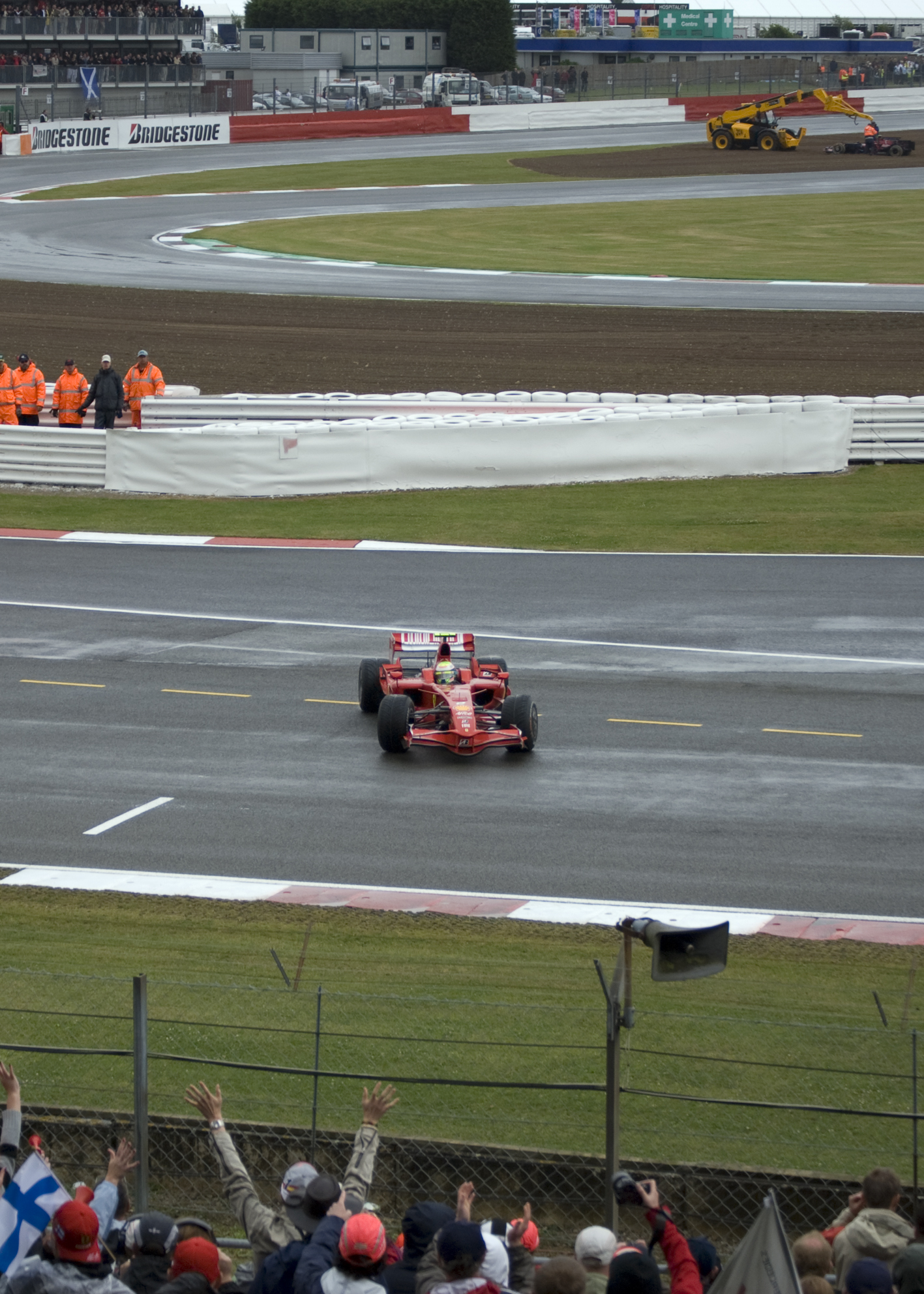
Tête-à-queue de Felipe Massa. On peut voir également l'évacuation de la Toro Rosso de Sebastian Vettel qui s'est accroché avec David Coulthard.

| Pos  | No | Pilote               | Écurie              | Tours | Temps/Abandon                      | Grille | Points |
| ---- | -- | -------------------- | ------------------- | ----- | ---------------------------------- | ------ | ------ |
| 1    | 22 | Lewis Hamilton       | McLaren-Mercedes    | 60    | 1 h 39 min 09 s 440 (186,585 km/h) | 4      | 10     |
| 2    | 3  | Nick Heidfeld        | BMW Sauber          | 60    | + 1 min 08 s 577                   | 5      | 8      |
| 3    | 17 | Rubens Barrichello   | Honda               | 60    | + 1 min 22 s 273                   | 16     | 6      |
| 4    | 1  | Kimi Räikkönen       | Ferrari             | 59    | + 1 tour                           | 3      | 5      |
| 5    | 23 | Heikki Kovalainen    | McLaren-Mercedes    | 59    | + 1 tour                           | 1      | 4      |
| 6    | 5  | Fernando Alonso      | Renault             | 59    | + 1 tour                           | 6      | 3      |
| 7    | 11 | Jarno Trulli         | Toyota              | 59    | + 1 tour                           | 14     | 2      |
| 8    | 8  | Kazuki Nakajima      | Williams-Toyota     | 59    | + 1 tour                           | 15     | 1      |
| 9    | 7  | Nico Rosberg         | Williams-Toyota     | 59    | + 1 tour                           | 20     |        |
| 10   | 10 | Mark Webber          | Red Bull-Renault    | 59    | + 1 tour                           | 2      |        |
| 11   | 14 | Sébastien Bourdais   | Toro Rosso-Ferrari  | 59    | + 1 tour                           | 13     |        |
| 12   | 12 | Timo Glock           | Toyota              | 59    | + 1 tour                           | 12     |        |
| 13   | 2  | Felipe Massa         | Ferrari             | 58    | + 2 tours                          | 9      |        |
| Abd. | 4  | Robert Kubica        | BMW Sauber          | 39    | Sortie de piste                    | 10     |        |
| Abd. | 16 | Jenson Button        | Honda               | 38    | Sortie de piste                    | 17     |        |
| Abd. | 6  | Nelsinho Piquet      | Renault             | 35    | Sortie de piste                    | 7      |        |
| Abd. | 21 | Giancarlo Fisichella | Force India-Ferrari | 16    | Sortie de piste                    | 19     |        |
| Abd. | 20 | Adrian Sutil         | Force India-Ferrari | 10    | Sortie de piste                    | 18     |        |
| Abd. | 15 | Sebastian Vettel     | Toro Rosso-Ferrari  | 0     | Accrochage avec Coulthard          | 8      |        |
| Abd. | 9  | David Coulthard      | Red Bull-Renault    | 0     | Accrochage avec Vettel             | 11     |        |

- Légende: Abd.=Abandon

### Pole position et record du tour
- Pole position :  Heikki Kovalainen (McLaren-Mercedes) en 1 min 21 s 049 (228,351 km/h). Le meilleur temps des qualifications a quant à lui été établi par Lewis Hamilton lors de la Q2 en 1 min 19 s 537.
- Meilleur tour en course :  Kimi Räikkönen (Ferrari) en 1 min 32 s 150 (200,842 km/h) au dix-huitième tour.

### Tours en tête
- Lewis Hamilton ((McLaren-Mercedes)) : 55 tours (5-21 / 23-60).
- Heikki Kovalainen ((McLaren-Mercedes)) : 4 tours (1-4).
- Nick Heidfeld (BMW Sauber) : 1 tour (22).

## Classements généraux à l'issue de la course
| Pos | Pilote               | Écurie              | Points |
| --- | -------------------- | ------------------- | ------ |
| 1   | Lewis Hamilton       | McLaren-Mercedes    | 48     |
| 2   | Felipe Massa         | Ferrari             | 48     |
| 3   | Kimi Räikkönen       | Ferrari             | 48     |
| 4   | Robert Kubica        | BMW Sauber          | 46     |
| 5   | Nick Heidfeld        | BMW Sauber          | 36     |
| 6   | Heikki Kovalainen    | McLaren-Mercedes    | 24     |
| 7   | Jarno Trulli         | Toyota              | 20     |
| 8   | Mark Webber          | Red Bull-Renault    | 18     |
| 9   | Fernando Alonso      | Renault             | 13     |
| 10  | Rubens Barrichello   | Honda               | 11     |
| 11  | Nico Rosberg         | Williams-Toyota     | 8      |
| 12  | Kazuki Nakajima      | Williams-Toyota     | 8      |
| 13  | David Coulthard      | Red Bull-Renault    | 6      |
| 14  | Timo Glock           | Toyota              | 5      |
| 15  | Sebastian Vettel     | Toro Rosso-Ferrari  | 5      |
| 16  | Jenson Button        | Honda               | 3      |
| 17  | Sébastien Bourdais   | Toro Rosso-Ferrari  | 2      |
| 18  | Nelsinho Piquet      | Renault             | 2      |
| 19  | Giancarlo Fisichella | Force India-Ferrari | 0      |
| 20  | Adrian Sutil         | Force India-Ferrari | 0      |
| 21  | Takuma Satō          | Super Aguri-Honda   | 0      |
| 22  | Anthony Davidson     | Super Aguri-Honda   | 0      |

| Pos | Écurie              | Points |
| --- | ------------------- | ------ |
| 1   | Ferrari             | 96     |
| 2   | BMW Sauber          | 82     |
| 3   | McLaren-Mercedes    | 72     |
| 4   | Toyota              | 25     |
| 5   | Red Bull-Renault    | 24     |
| 6   | Williams-Toyota     | 16     |
| 7   | Renault             | 15     |
| 8   | Honda               | 14     |
| 9   | Toro Rosso-Ferrari  | 7      |
| 10  | Force India-Ferrari | 0      |
| 11  | Super Aguri-Honda   | 0      |

## Statistiques
- 1re pole position de sa carrière pour Heikki Kovalainen.
- 7e victoire de sa carrière pour Lewis Hamilton.
- 159e victoire pour McLaren en tant que constructeur.
- 64e victoire pour Mercedes en tant que motoriste.
- En terminant quatrième de la course, Kimi Räikkönen passe la barre des 500 points en Formule 1 (504 points inscrits).
- En menant l'épreuve pendant 1 tour, Nick Heidfeld passe la barre des 100 km en tête d'un Grand Prix (104 km).
- En menant l'épreuve pendant 4 tours, Heikki Kovalainen passe la barre des 100 km en tête d'un Grand Prix (103 km).
- David Coulthard, le pilote le plus capé du plateau avec 533 points, annonce son retrait de la Formule 1 à l'issue de la saison 2008[1]. Il devrait néanmoins poursuivre dans le monde de la Formule 1, toujours au sein du Red Bull Racing, en qualité de consultant et pilote essayeur et n'exclut pas de courir dans d'autres catégories.
- Le premier jour des essais libres, il a été annoncé que le Grand Prix de Formule 1 de Grande-Bretagne se déroulerait sur le circuit de Donington Park à compter de 2010[2].
- Le jeudi précédant la course, dans le cadre d'une opération promotionnelle pour le film Batman-The Dark Knight, la Batmobile a effectué plusieurs tours de piste aux côtés de la Toyota TF108 de Timo Glock[3].